# Zochrot
Zochrot (Hebreeuws: זוכרות; "Herinnering") is een Joods-Israëlische organisatie, gesticht in 2002 door Eitan Bronstein Aparicio. De organisatie is opgericht in Tel Aviv met als doel om  de Nakba ruimere bekendheid te geven in Israël. 
Het begrip 'zochrot' is de vrouwelijke meervoudsvorm van het Hebreeuwse woord "herinneren", waarvoor gewoonlijk de mannelijke vorm wordt gebruikt met betrekking tot een groep (mensen). De vrouwelijke vorm is gekozen omdat daarmee de nadruk wordt gelegd op medeleven en inleving als indicatie voor de benadering van de Nakba, tegenover de 'mannelijke' historische vertelvorm.
Deze Al-Nakba, 'De Ramp' of 'De Catastrofe' voor de Palestijnen, de keerzijde van de stichting van de staat Israël door de Zionisten, vond plaats in de oorlog van 1948, toen de Palestijnen uit hun woongebied werden verdreven of moesten vluchten.
Een kernbegrip van de organisatie is 'hebreeuwisering' van de Al-Nakba door voor deze 'ramp' ruimte te creëren binnen de publieke opinie in Joods Israël. Hiervoor heeft de groep een website in het Hebreeuws gemaakt, en de hele situatie rond de Nakba in kaart gebracht, zoals de geschiedenis, die gewijd wordt aan de Palestijnse dorpen die door het Israëlische leger verwoest werden en werden ingenomen door Israëlische burgers tijdens en na 1948, waarbij het Joods Nationaal Fonds (JNF) ook een grote rol speelde en nog speelt.
Zochrot doet historisch onderzoek, publiceert onder andere overzichtskaarten van de verwoeste of ingenomen Palestijnse plaatsen in Israël, beschrijft de situatie van de verdreven inwoners en vluchtelingen, organiseert bezoeken aan Israëlische plaatsen waaruit Palestijnen in 1948 zijn gevlucht of verdreven, en geeft educatief materiaal uit. 
In het verleden bracht de organisatie in straten en wijken naambordjes aan waarop de originele Palestijnse benamingen en geschiedenis wordt vermeld. Volgens Zochrot wordt zo "wanorde in de ruimte" geschapen, waarmee vragen worden opgeroepen over de benaming en het eigendom. Tegenwoordig richt men zich meer via exposities en presentaties op het bespreekbaar maken van de consequenties van een gedeeltelijke terugkeer van Palestijnen in de plaatselijke Israëlische samenleving. 

## Tegenwerking
De uitvoering van de activiteiten wordt door de rechtse Israëlische regering verhinderd en tegengewerkt, zoals maatregelen tegen galerie Barbur in Jeruzalem in 2016 door de minister van Cultuur, Miri Regev. 
In december 2019 vertrok Eitan Bronstein met zijn gezin uit Israël, omdat ze monddood waren gemaakt en de situatie niet langer konden verdragen. Vele mensenrechtenactivisten en wetenschappers zijn de afgelopen jaren om deze redenen uit Israël weggetrokken of uitgezet en willen of mogen er niet meer terugkeren.

## Links
- Zochrot, een Israëlische organisatie die de Nakba in herinnering brengt
- Interview met Eitan Bronstein Aparicio
- De-Colonizer, organisatie voor alternatief onderzoek, discussie en educatie over Palestina/Israël
- Een discussie over het boek "Nakba in Hebreeuws" in de Barbur Art Gallery op 18 juni 2018 You Tube